# Планина Броукбек (приповетка)
Планина Броукбек је приповетка америчке књижевнице Ени Пру. Први пут је објављена 13. октобра 1997. у часопису Њујоркер, а проширена верзија 1999. у збирци прииповедака Ени Пру Close Range: Wyoming Stories. Након објављивања приповетке, Њујоркер је награђен Националном наградом часописима за фикцију. Збирка приповедака Close Range: Wyoming Stories била је 2000. у најужој конкуренцији за Пулицерову награду
Сценаристи Лари Макмертри и Дајана Осана су 2005. на основу приче написали сценарио за истоимени филм. Сценарио и приповетка су исте године објављени у књизи Brokeback Mountain: Story to Screenplay, заједно са есејима сценариста филма и Ени Пру. Филм је освојио три Оскара, између осталог и Оскара за најбољи адаптирани сценарио те неколико других награда. Прича је касније посебно објављена у форми књиге.